# Goya 2023
Die 37. Verleihung des Goya fand am 11. Februar 2023 im Palacio de Congresos y Exposiciones (Fibes) in Sevilla statt. Der wichtigste spanische Filmpreis wurde in 28 Kategorien vergeben. Als Gastgeber führten die Schauspieler Antonio de la Torre Martín und Clara Lago durch den Abend.

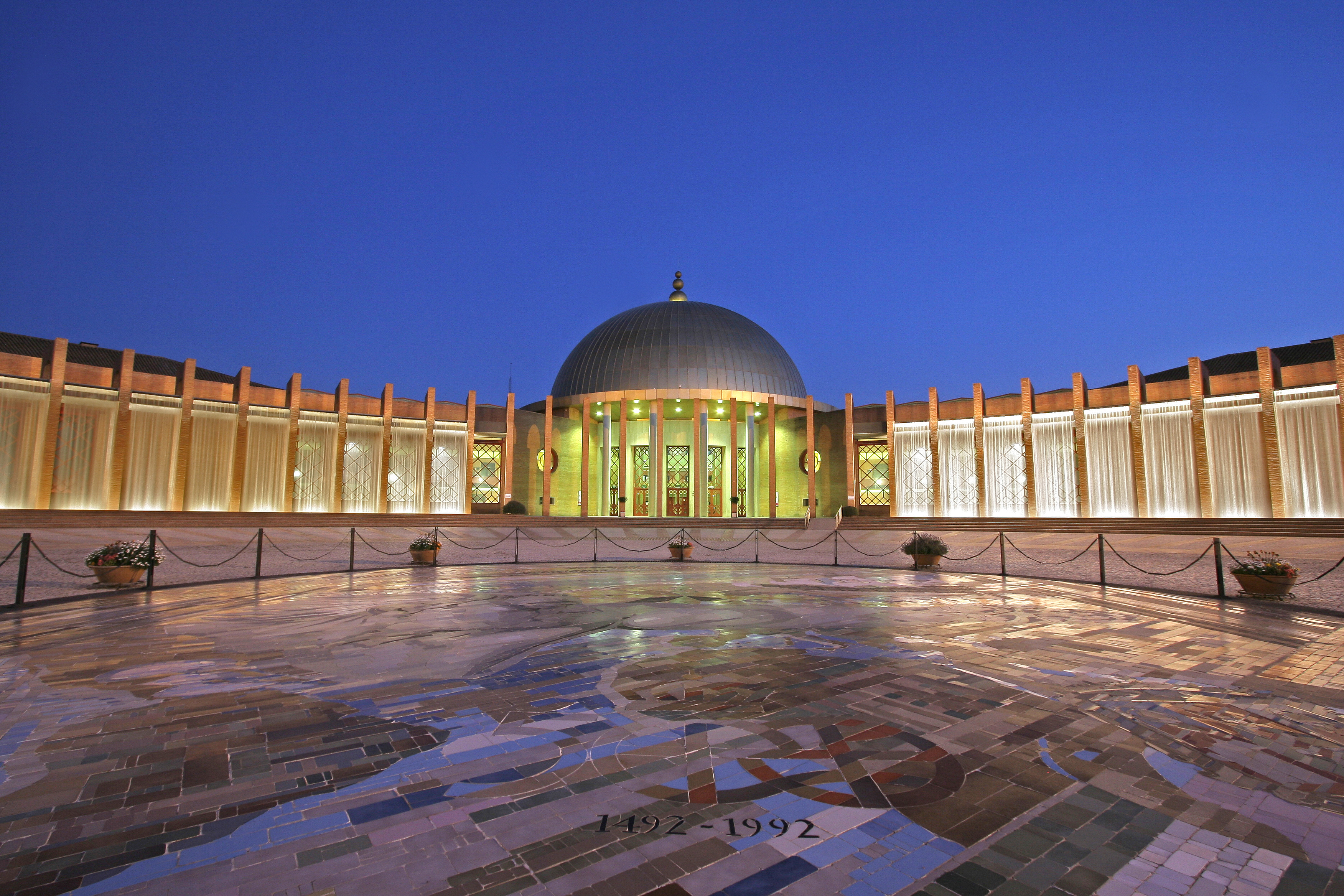
Der Palacio de Congresos y Exposiciones in Sevilla, der Veranstaltungsort der Verleihung

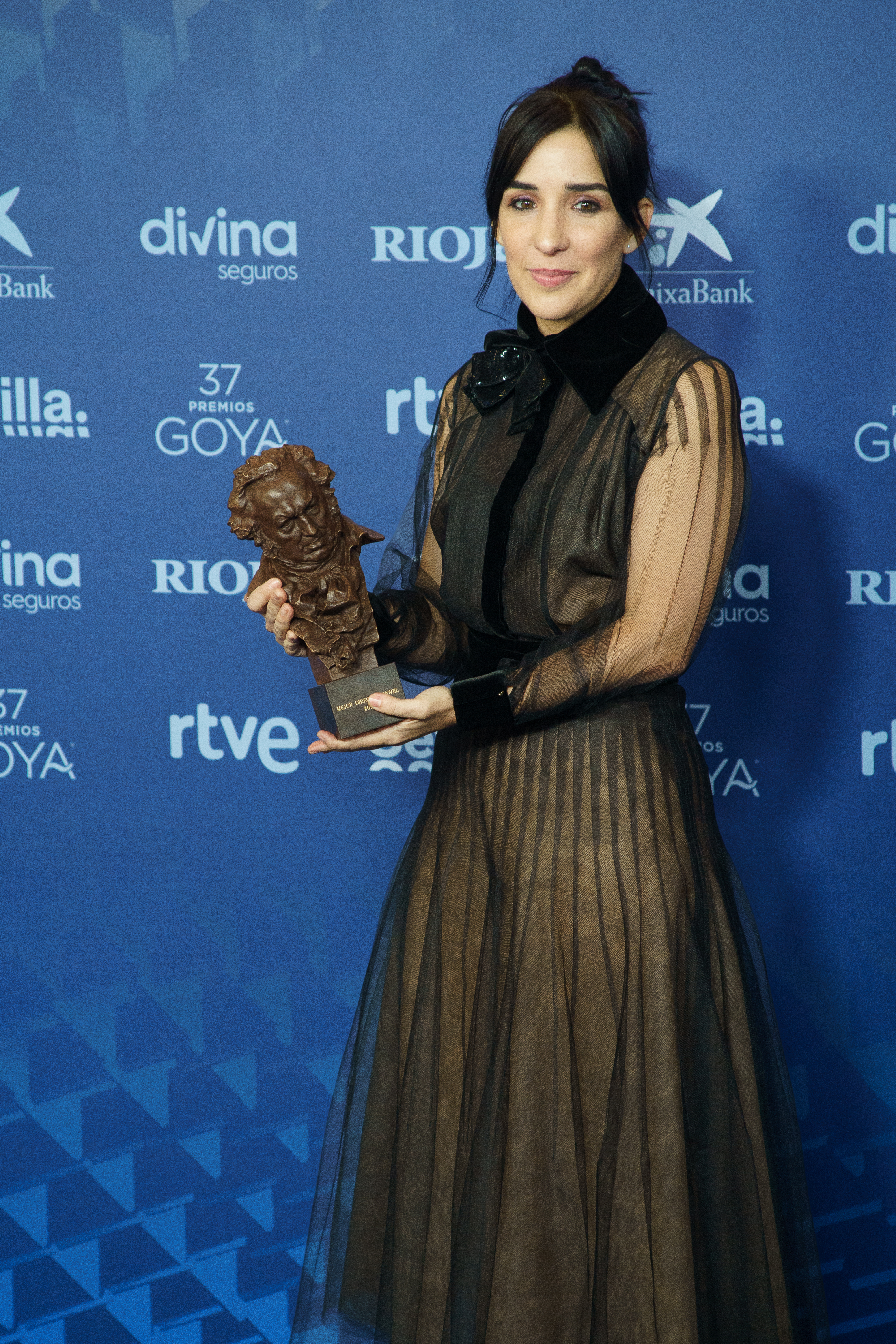
Die Preisträgerin für die beste Nachwuchsregie und nominiert in den Kategorien Bester Film und Bestes Originaldrehbuch: Alauda Ruiz de Azúa

## Gewinner und Nominierte
| Statistik (Filme mit mehr als einer Nominierung) N=Nominierung; A=Auszeichnung |    |   |
| Film                                                                           | N  | A |
| As bestas                                                                      | 17 | 9 |
| Modelo 77                                                                      | 16 | 5 |
| Cinco lobitos                                                                  | 11 | 3 |
| Alcarràs – Die letzte Ernte                                                    | 11 | 0 |
| Piggy                                                                          | 6  | 1 |
| Los renglones torcidos de Dios                                                 | 6  | 0 |
| En los márgenes                                                                | 5  | 0 |
| Irati – Age of Gods and Monsters                                               | 5  | 0 |
| Mantícora                                                                      | 4  | 0 |
| Frieden, Liebe und Death Metal                                                 | 3  | 1 |
| La maternal                                                                    | 3  | 0 |
| La piedad                                                                      | 3  | 0 |
| La consagración de la primavera                                                | 2  | 1 |
| Unicorn Wars                                                                   | 2  | 1 |
| El agua                                                                        | 2  | 0 |
| Malnazidos – Im Tal der Toten                                                  | 2  | 0 |
| Suro                                                                           | 2  | 0 |

### Bester Film (Mejor película)
As bestas – Regie: Rodrigo Sorogoyen
- Alcarràs – Die letzte Ernte (Alcarràs) – Regie: Carla Simón
- Cinco lobitos – Regie: Alauda Ruiz de Azúa
- La maternal – Regie: Pilar Palomero
- Modelo 77 – Regie: Alberto Rodríguez Librero

### Beste Regie (Mejor dirección)
Rodrigo Sorogoyen – As bestas
- Pilar Palomero – La maternal
- Alberto Rodríguez Librero – Modelo 77
- Carla Simón – Alcarràs – Die letzte Ernte (Alcarràs)
- Carlos Vermut – Mantícora

### Beste Nachwuchsregie (Mejor dirección novel)
Alauda Ruiz de Azúa – Cinco lobitos
- Juan Diego Botto – En los márgenes
- Mikel Gurrea – Suro
- Elena López Riera – El agua
- Carlota Pereda – Piggy (Cerdita)

### Bester Hauptdarsteller (Mejor actor)

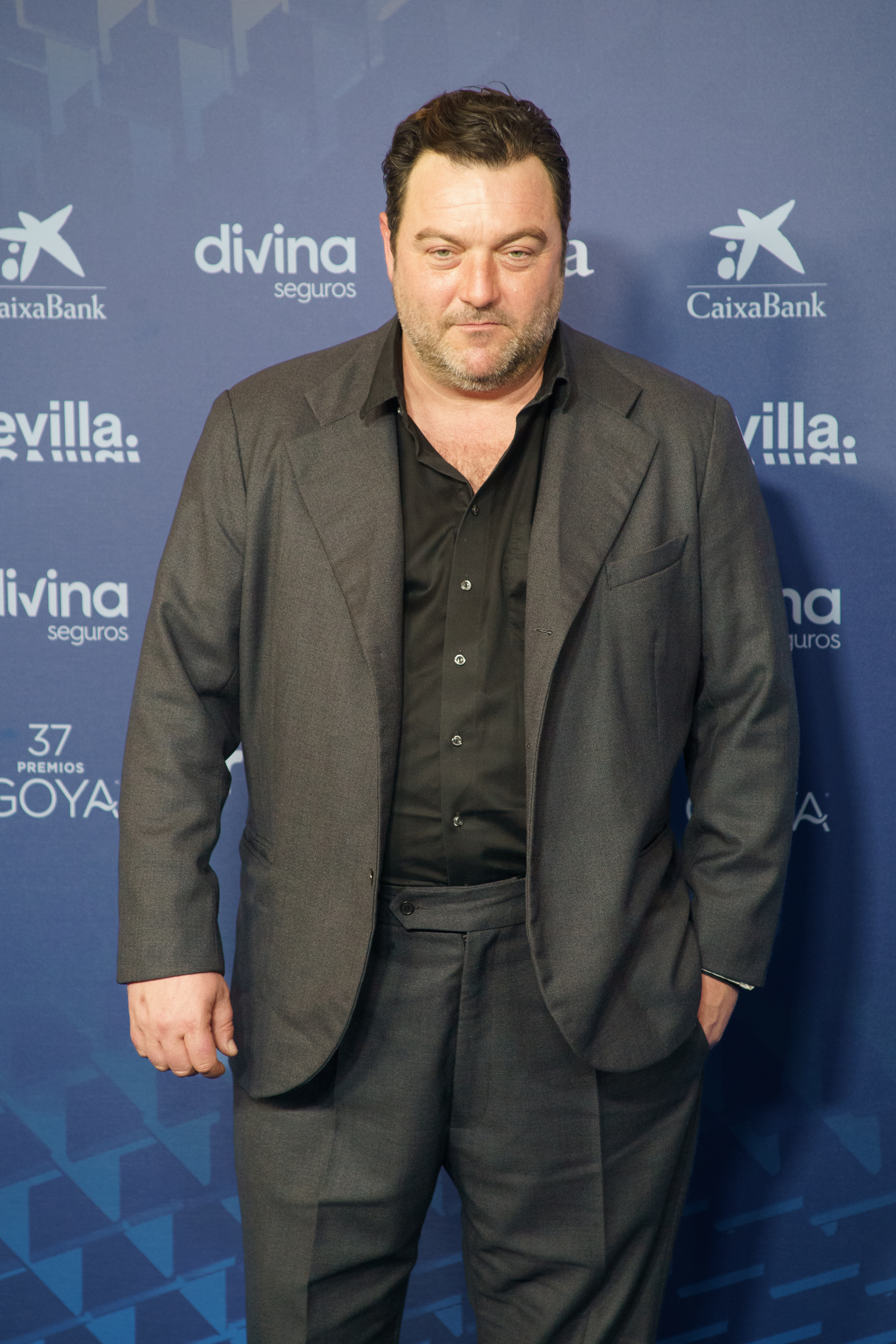
Denis Ménochet, der beste Hauptdarsteller

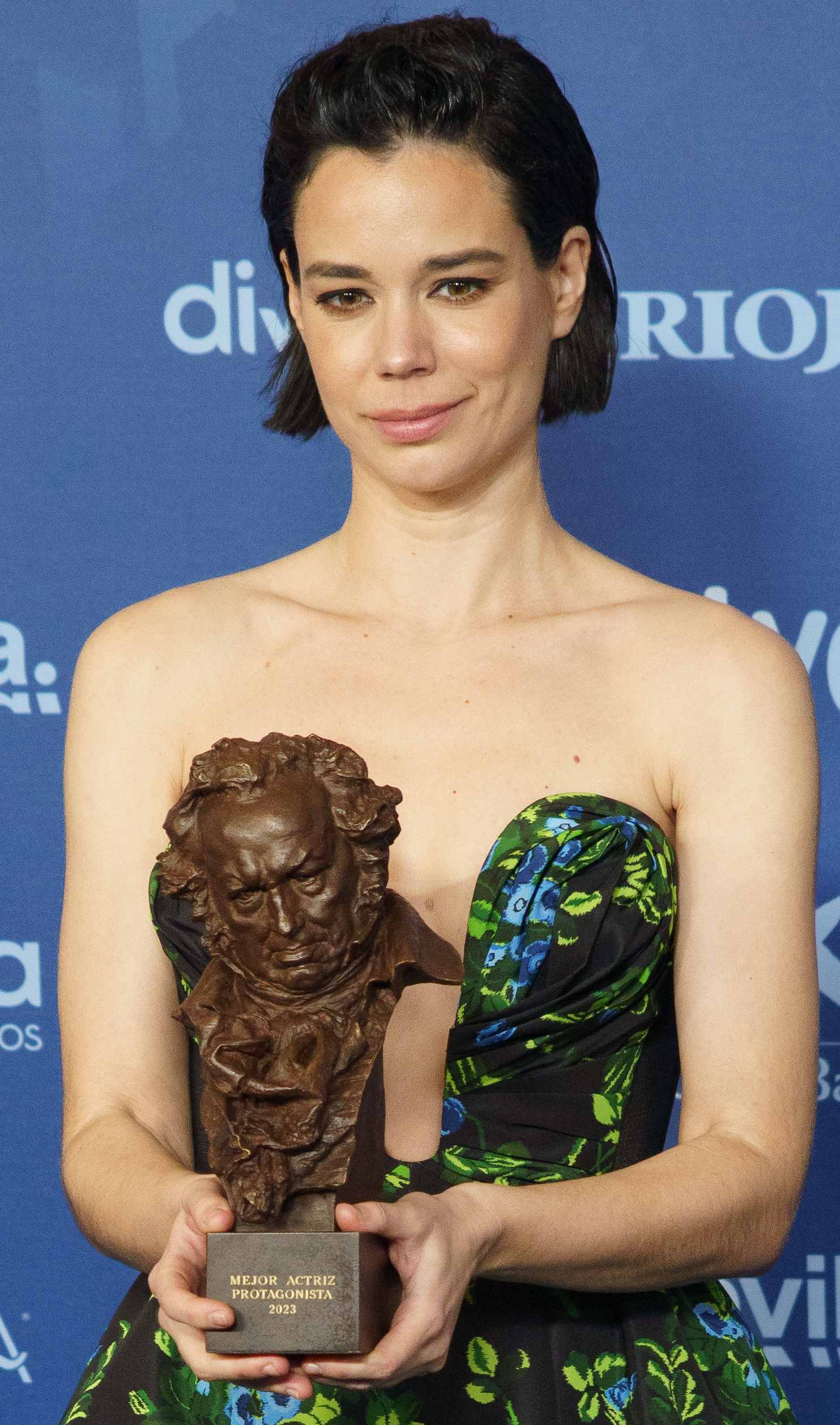
Laia Costa, die beste Hauptdarstellerin

Denis Ménochet – As bestas
- Javier Gutiérrez – Modelo 77
- Miguel Herrán – Modelo 77
- Nacho Sánchez – Mantícora
- Luis Tosar – En los márgenes

### Beste Hauptdarstellerin (Mejor actriz)
Laia Costa – Cinco lobitos
- Anna Castillo – Girasoles silvestres
- Marina Foïs – As bestas
- Bárbara Lennie – Los renglones torcidos de Dios

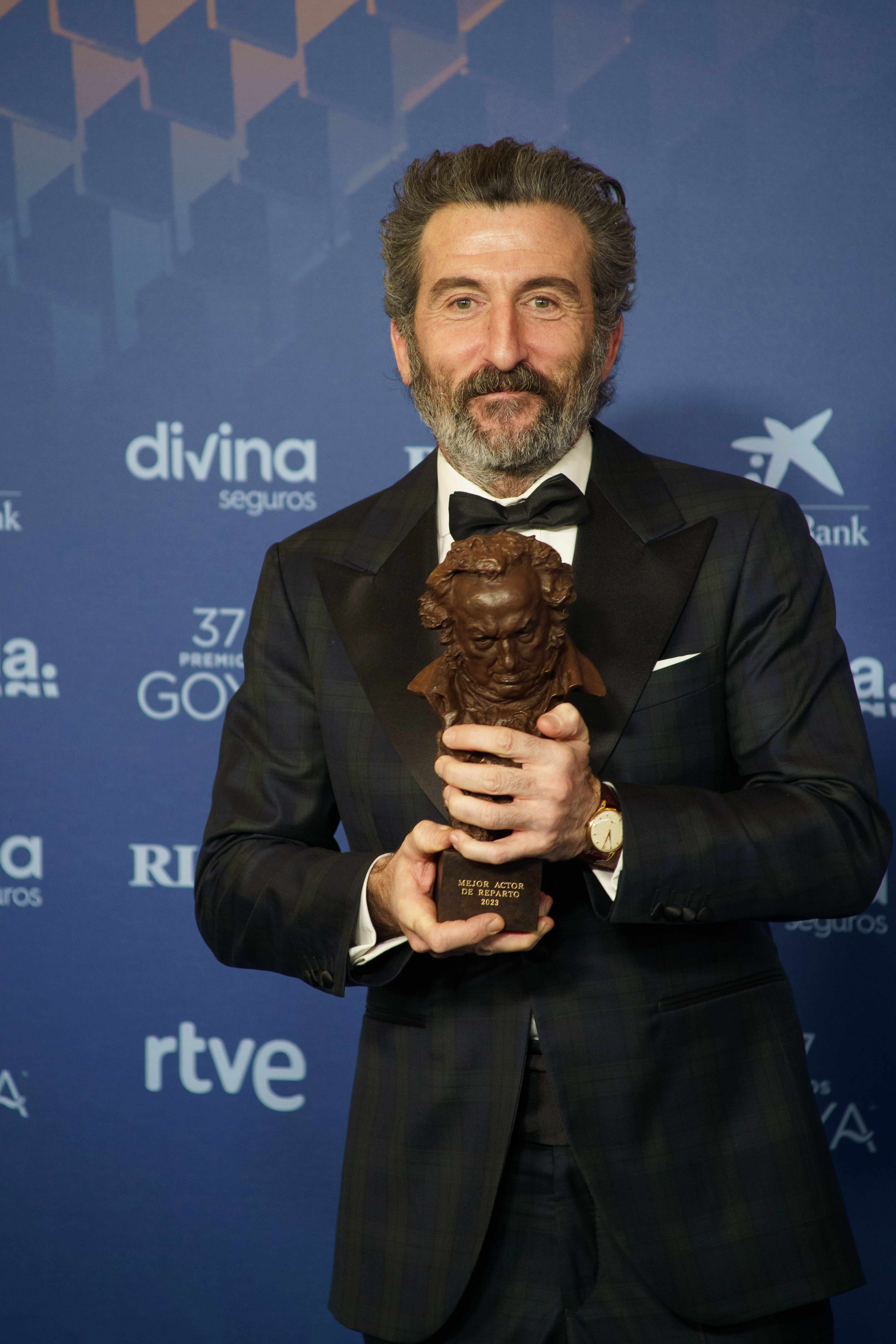
Luis Zahera, der beste Nebendarsteller

- Vicky Luengo – Suro

### Bester Nebendarsteller (Mejor actor de reparto)
Luis Zahera – As bestas
- Diego Anido – As bestas
- Ramón Barea – Cinco lobitos
- Jesús Carroza – Modelo 77
- Fernando Tejero – Modelo 77

### Beste Nebendarstellerin (Mejor actriz de reparto)

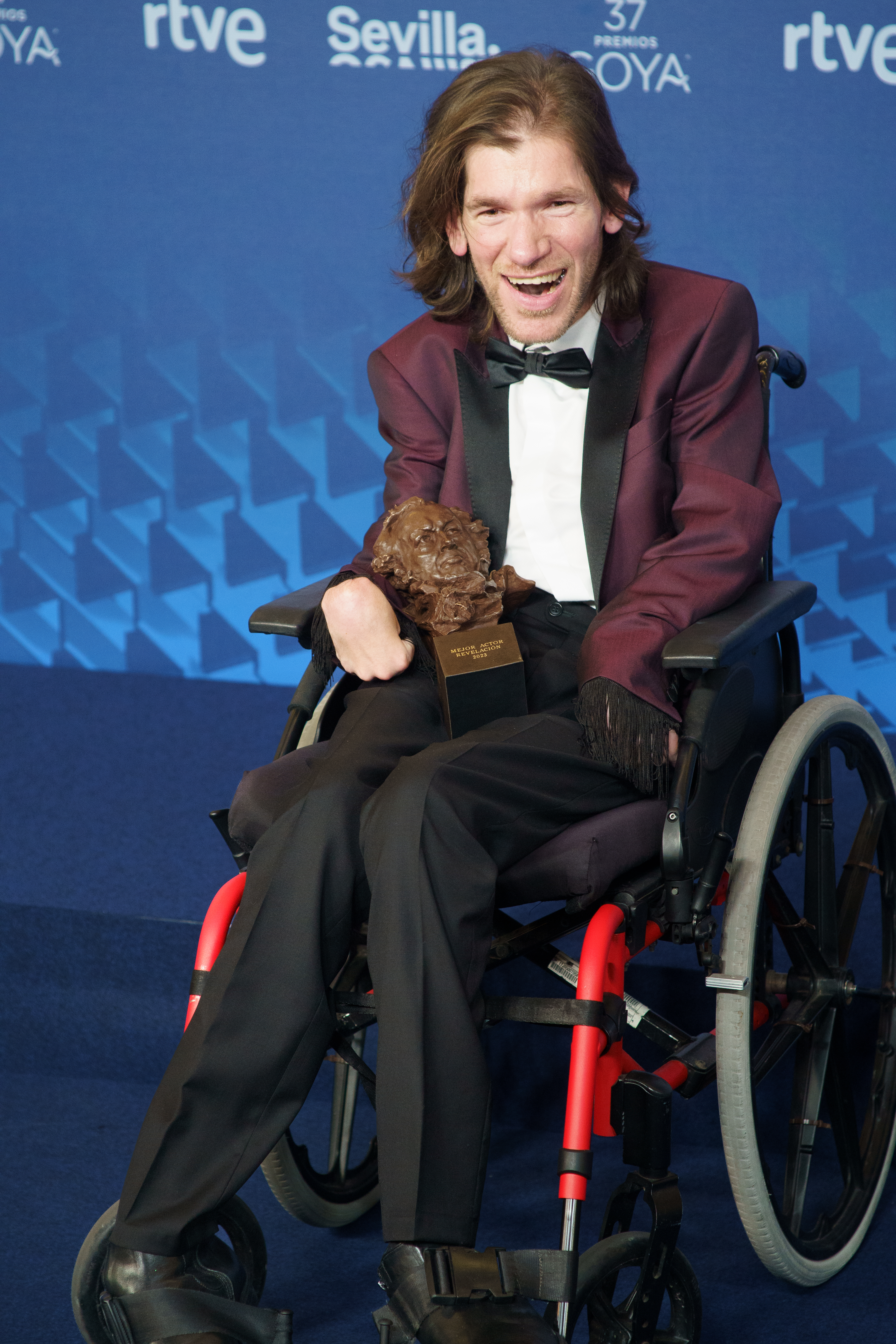
Gewann in der Kategorie Bester Nachwuchsdarsteller: Telmo Irureta

Susi Sánchez – Cinco lobitos
- Ángela Cervantes – La maternal
- Marie Colomb – As bestas
- Penélope Cruz – En los márgenes
- Carmen Machi – Piggy (Cerdita)

### Bester Nachwuchsdarsteller (Mejor actor revelación)
Telmo Irureta – La consagración de la primavera
- Albert Bosch – Alcarràs – Die letzte Ernte (Alcarràs)
- Mikel Bustamante – Cinco lobitos
- Christian Checa – En los márgenes
- Jordi Pujol Dolcet – Alcarràs – Die letzte Ernte (Alcarràs)

### Beste Nachwuchsdarstellerin (Mejor actriz revelación)
Laura Galán – Piggy (Cerdita)
- Anna Otín – Alcarràs – Die letzte Ernte (Alcarràs)
- Luna Pamies – El agua
- Valèria Sorolla – La consagración de la primavera

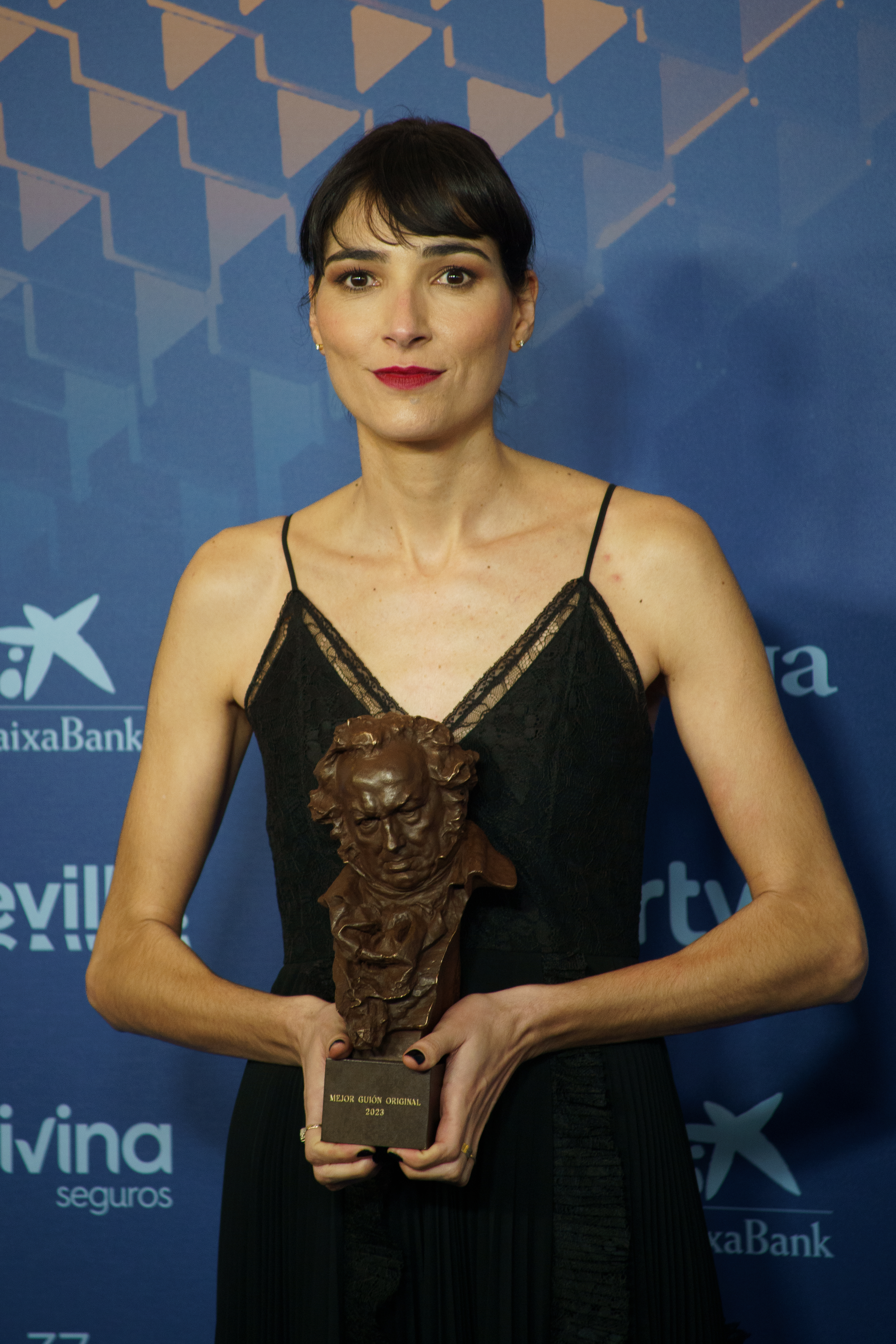
Isabel Peña mit dem Goya für das beste Originaldrehbuch

- Zoe Stein – Mantícora

### Bestes Originaldrehbuch (Mejor guion original)
Isabel Peña und Rodrigo Sorogoyen – As bestas
- Rafael Cobos und Alberto Rodríguez Librero – Modelo 77
- Alauda Ruiz de Azúa – Cinco lobitos
- Carla Simón und Arnau Vilaró – Alcarràs – Die letzte Ernte (Alcarràs)
- Carlos Vermut – Mantícora

### Bestes adaptiertes Drehbuch (Mejor guion adaptado)
Fran Araújo, Isa Campo und Isaki Lacuesta – Frieden, Liebe und Death Metal (Un año, una noche)
- Guillem Clua und Oriol Paulo – Los renglones torcidos de Dios
- David Muñoz und Félix Viscarret – No mires a los ojos
- Carlota Pereda – Piggy (Cerdita)
- Paul Urkijo Alijo – Irati – Age of Gods and Monsters (Irati)

### Beste Produktionsleitung (Mejor dirección de producción)
Manuela Ocón – Modelo 77
- María José Díez – Cinco lobitos
- Sara E. García – Piggy (Cerdita)
- Carmen Sánchez de la Vega – As bestas
- Elisa Sirvent – Alcarràs – Die letzte Ernte (Alcarràs)

### Beste Kamera (Mejor fotografía)
Alejandro de Pablo – As bestas
- Daniela Cajías – Alcarràs – Die letzte Ernte (Alcarràs)
- Álex Catalán – Modelo 77
- Jon D. Domínguez – Cinco lobitos
- Arnau Valls Colomer – Der beste Film aller Zeiten (Competencia oficial)

### Bester Schnitt (Mejor montaje)
Alberto del Campo – As bestas
- Sergi Díes und Fernando Franco – Frieden, Liebe und Death Metal (Un año, una noche)
- Andrés Gil – Cinco lobitos
- José M. G. Moyano – Modelo 77
- Ana Pfaff – Alcarràs – Die letzte Ernte (Alcarràs)

### Bestes Szenenbild (Mejor dirección artística)
Pepe Domínguez del Olmo – Modelo 77
- Melanie Antón – La piedad
- Mónica Bernuy – Alcarràs – Die letzte Ernte (Alcarràs)
- Sylvia Steinbrecht – Los renglones torcidos de Dios

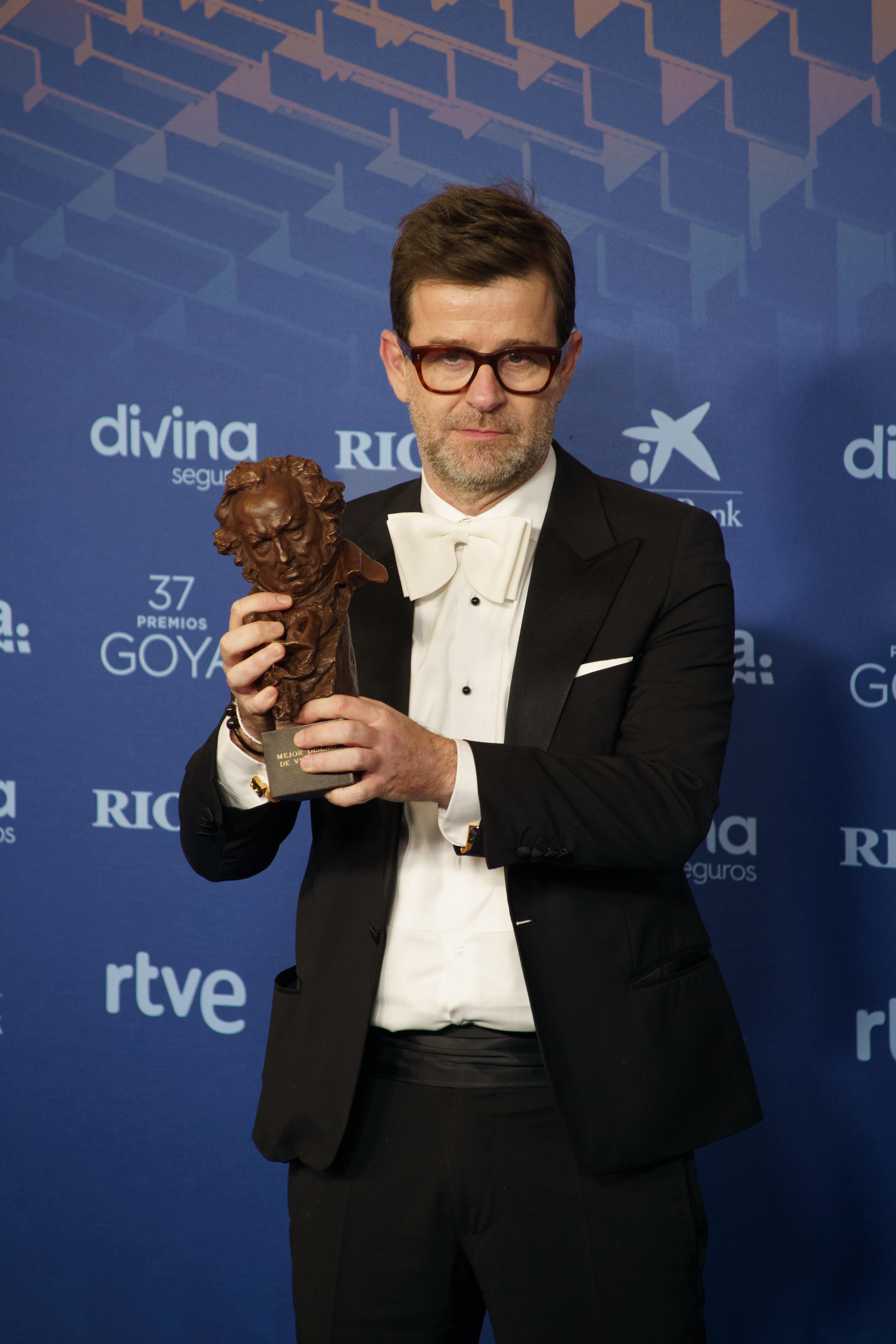
Für die besten Kostüme prämiert: Fernando García

- José Tirado – As bestas

### Beste Kostüme (Mejor diseño de vestuario)
Fernando García – Modelo 77
- Cristina Rodríguez – Malnazidos – Im Tal der Toten (Malnazidos)
- Suevia Sampelayo – La piedad
- Paola Torres – As bestas
- Nerea Torrijos – Irati – Age of Gods and Monsters (Irati)
- Alberto Valcárcel – Los renglones torcidos de Dios

### Beste Maske (Mejor maquillaje y peluquería)
Yolanda Piña und Félix Terrero – Modelo 77
- Carolina Atxukarro, Pablo Perona und Montse Sanfeliu – Los renglones torcidos de Dios
- Óscar del Monte, Raquel González und Sarai Rodríguez – La piedad
- Nacho Díaz und Paloma Lozano – Piggy (Cerdita)
- Jesús Gil und Irene Pedrosa – As bestas

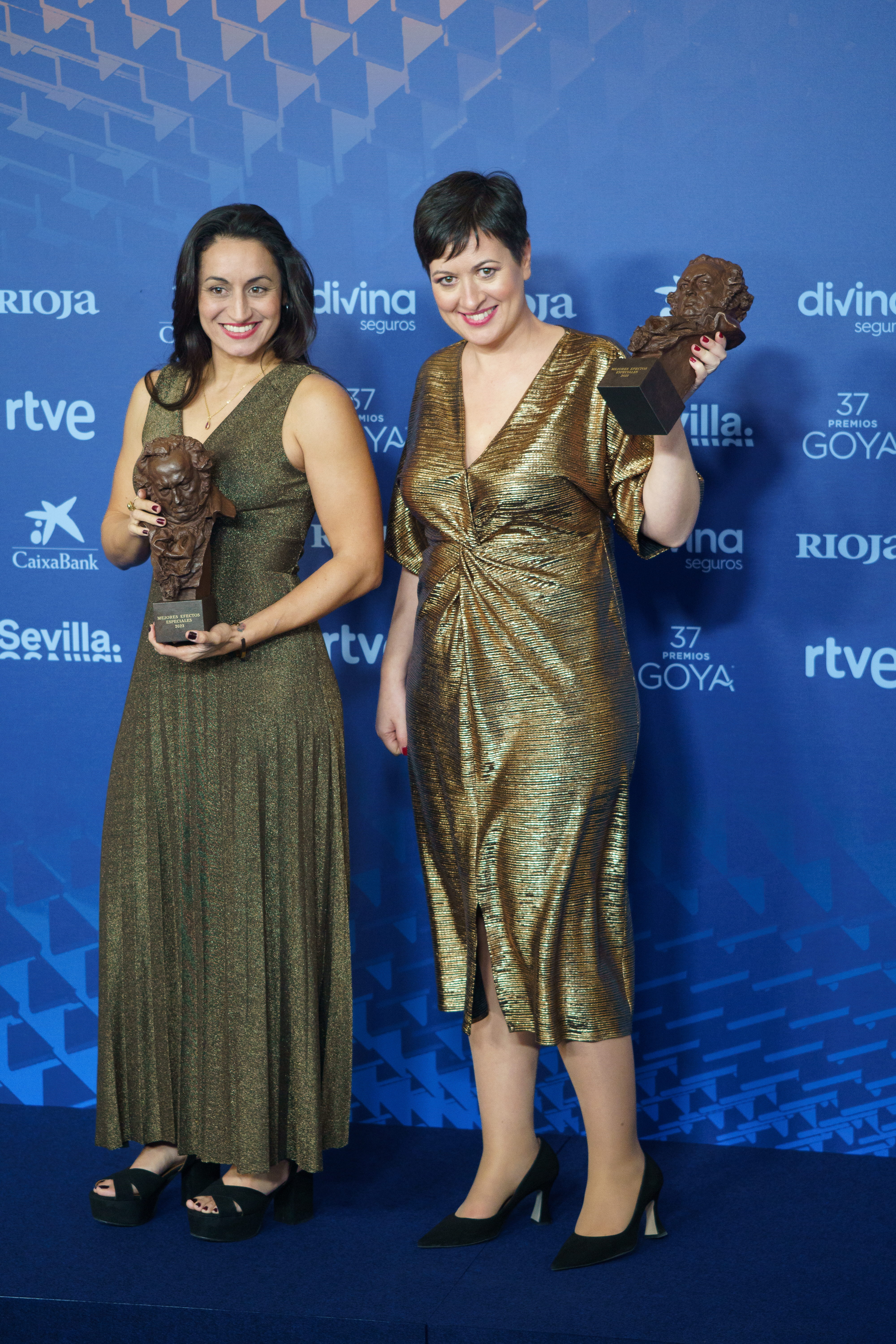
Die Preisträgerinnen für die besten Spezialeffekte: Esther Ballesteros und Ana Rubio

### Beste Spezialeffekte (Mejores efectos especiales)
Esther Ballesteros und Ana Rubio – Modelo 77
- Óscar Abades und Ana Rubio – As bestas
- Jordi Costa und Mariano García – 13 Exorcisms (13 exorcismos)
- David Heras und Jon Serrano – Irati – Age of Gods and Monsters (Irati)
- Laura Pedro und Lluís Rivera – Malnazidos – Im Tal der Toten (Malnazidos)

### Bester Ton (Mejor sonido)
Aitor Berenguer, Fabiola Ordoyo und Yasmina Praderas – As bestas
- Valeria Arcieri, Daniel de Zayas, Pelayo Gutiérrez und Miguel Huete – Modelo 77
- Alejandro Castillo, Eva Valiño und Thomas Giorgi – Alcarràs – Die letzte Ernte (Alcarràs)
- Alejandro Castillo, Marc Orts, Eva Valiño und Amanda Villavieja – Frieden, Liebe und Death Metal (Un año, una noche)
- Eva de la Fuente López, Roberto Fernández und Asier González – Cinco lobitos

### Beste Filmmusik (Mejor música original)
Olivier Arson – As bestas
- Maite Arroitajauregi und Aránzazu Calleja – Irati – Age of Gods and Monsters (Irati)
- Julio de la Rosa – Modelo 77
- Iván Palomares – Wie ein Tanz auf Glas (Las niñas de cristal)
- Fernando Velázquez – Los renglones torcidos de Dios

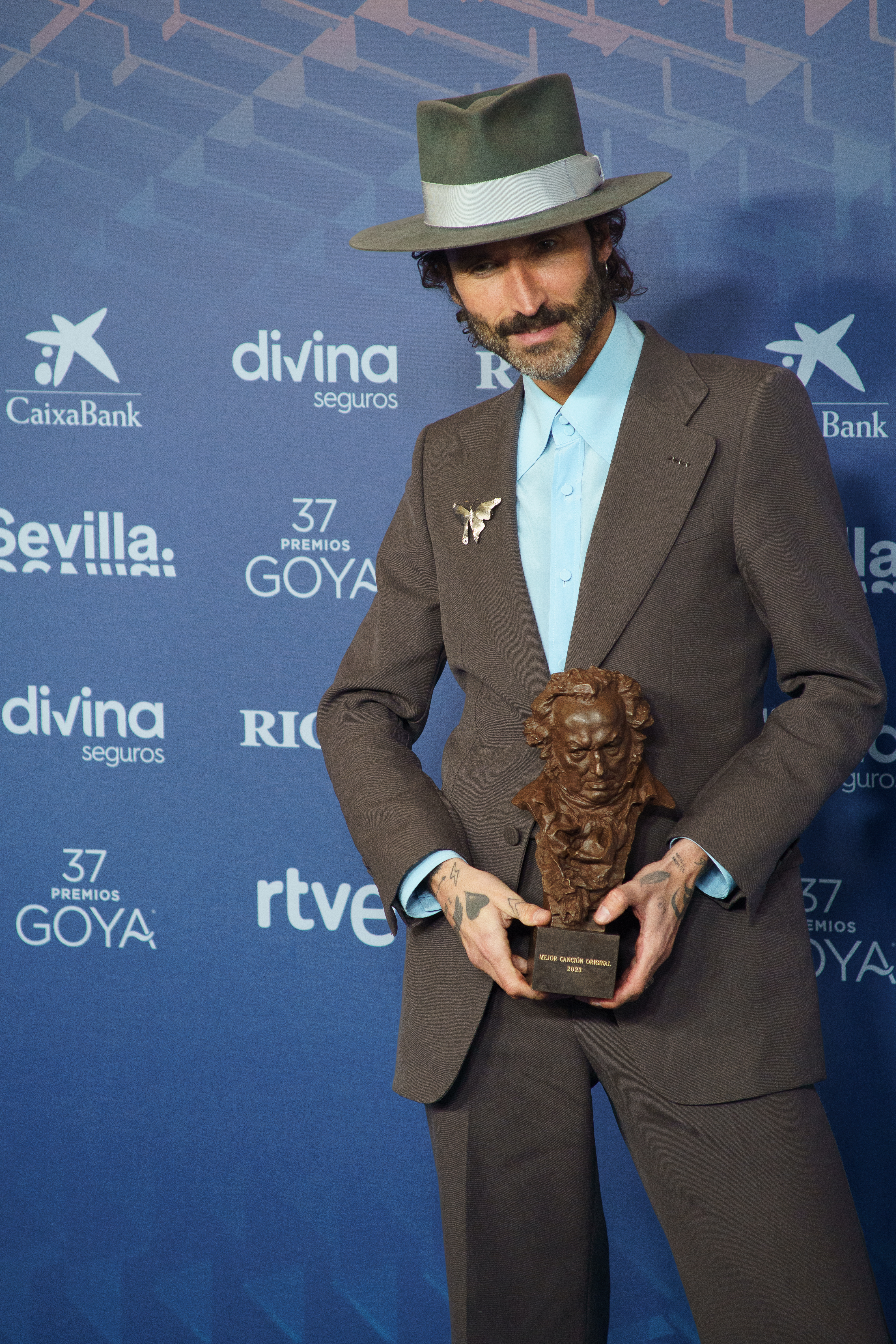
Leiva mit dem Goya für den besten Filmsong

### Bester Filmsong (Mejor canción original)
„Sintiéndolo mucho“ von Leiva und Joaquín Sabina – Sintiéndolo mucho
- „Batalla“ von Joseba Beristain – Unicorn Wars
- „En los márgenes“ von Eduardo Cruz und Rozalén – En los márgenes
- „Izena duena bada“ von Maite Arroitajauregi, Aránzazu Calleja und Paul Urkijo Alijo – Irati – Age of Gods and Monsters (Irati)
- „Un paraíso en el sur“ von Vanesa Benítez und Paloma Peñarrubia Ruiz – La vida chipén

### Bester Kurzfilm (Mejor cortometraje de ficción)
Arquitectura emocional 1959 – Regie: León Siminiani
- Chaval – Regie: Jaime Olías
- Cuerdas – Regie: Estibaliz Urresola Solaguren
- La entrega – Regie: Pedro Díaz
- Sorda – Regie: Eva Libertad und Nuria Muñoz

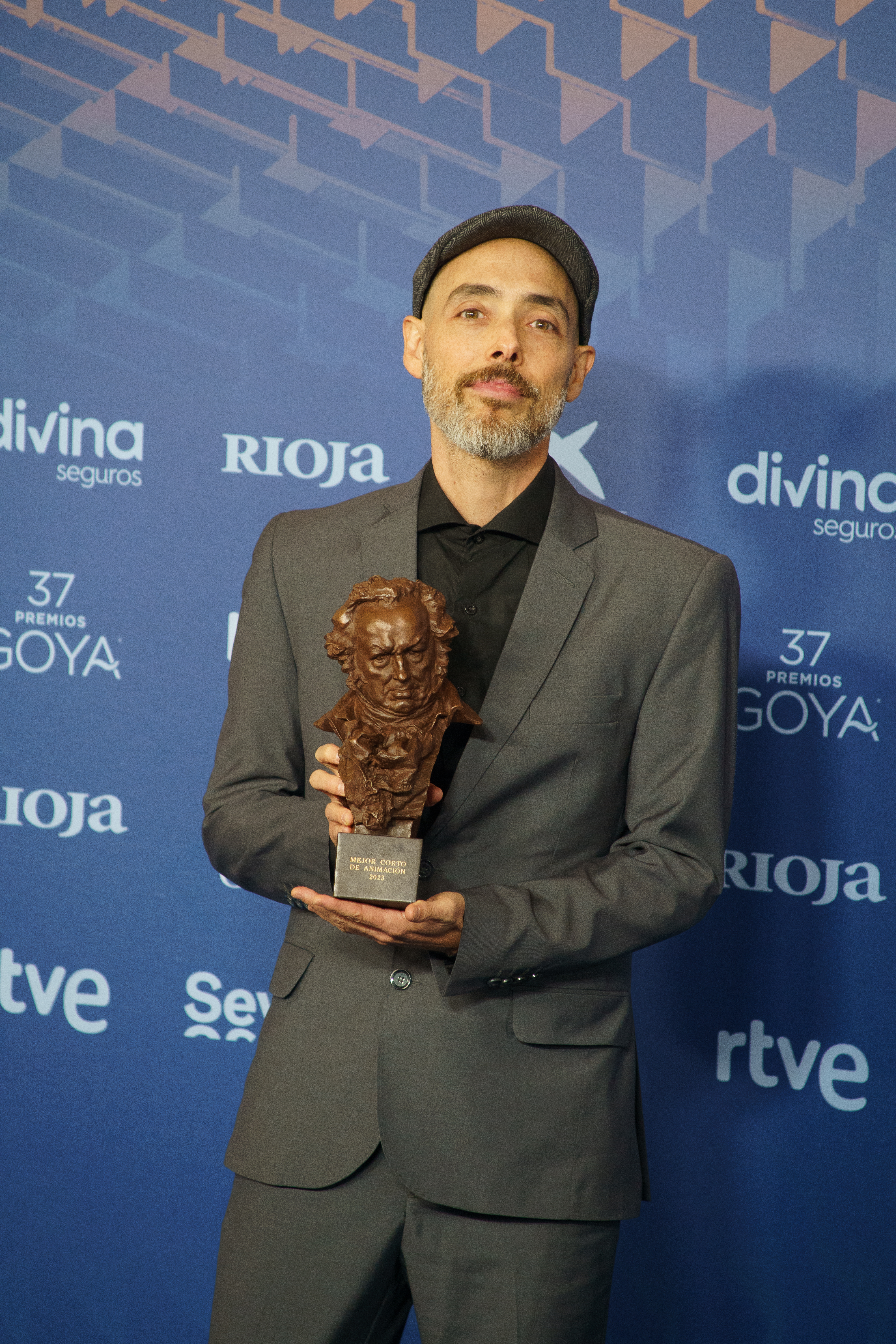
Pablo Polledri mit dem Goya für den besten animierten Kurzfilm

### Bester animierter Kurzfilm (Mejor cortometraje de animación)
Loop – Regie: Pablo Polledri
- Amanece la noche más larga – Regie: Lorena Ares und Carlos Fernández de Vigo
- Amarradas – Regie: Carmen Córdoba González
- La prima cosa – Regie: Omar A. Razzak und Shira Ukrainitz
- La primavera siempre vuelve – Regie: Alicia Núñez Puerto

### Bester Dokumentarkurzfilm (Mejor cortometraje documental)
Maldita: A Love Song to Sarajevo – Regie: Amaia Remírez und Raúl de la Fuente
- Dancing with Rosa – Regie: Robert Muñoz Rupérez
- La gàbia – Regie: Adán Aliaga
- Memoria – Regie: Nerea Barros
- Trazos del alma – Regie: Rafa Arroyo

### Bester Animationsfilm (Mejor película de animación)
Unicorn Wars – Regie: Alberto Vázquez
- Black is Beltza II: Ainhoa – Regie: Fermín Muguruza
- Inspector Sun y la maldición de la viuda negra – Regie: Julio Soto Gurpide
- Os Demónios do Meu Avô – Regie: Nuno Beato
- Tad Stones und die Suche nach der Smaragdtafel (Tadeo Jones 3: La tabla esmeralda) – Regie: Enrique Gato

### Bester Dokumentarfilm (Mejor película documental)
Labordeta, un hombre sin más – Regie: Paula Labordeta und Gaizka Urresti
- A las mujeres de España: María Lejárraga – Regie: Laura Hojman
- El sostre groc – Regie: Isabel Coixet
- Oswald: El falsificador – Regie: Kike Maíllo
- Sintiéndolo mucho – Regie: Fernando León de Aranoa

### Bester europäischer Film (Mejor película europea)
Der schlimmste Mensch der Welt (Verdens verste menneske), Norwegen – Regie: Joachim Trier
- Belfast, Großbritannien – Regie: Kenneth Branagh
- The Hand of God (È stata la mano di Dio), Italien – Regie: Paolo Sorrentino
- Un monde, Belgien – Regie: Laura Wandel
- Verlorene Illusionen (Illusions perdues), Frankreich – Regie: Xavier Giannoli

### Bester ausländischer Film in spanischer Sprache (Mejor película extranjera de habla hispana)
Argentinien, 1985 – Nie wieder (Argentina, 1985), Argentinien – Regie: Santiago Mitre
- 1976, Chile – Regie: Manuela Martelli
- La Jauría, Kolumbien – Regie: Andrés Ramírez Pulido
- Noche de fuego, Mexiko – Regie: Tatiana Huezo
- Utama. Ein Leben in Würde (Utama), Bolivien – Regie: Alejandro Loayza Grisi

## Ehrenpreis (Goya de honor)
- Carlos Saura, spanischer Regisseur (postum)

## Goya international (Goya internacional)
- Juliette Binoche, französische Schauspielerin